# Bulbophyllum nubinatum
Bulbophyllum nubinatum är en orkidéart som beskrevs av Jaap J. Vermeulen. Bulbophyllum nubinatum ingår i släktet Bulbophyllum och familjen orkidéer. Inga underarter finns listade i Catalogue of Life.